# Irene de Roma
|  | Per a altres significats, vegeu «Santa Irene». |

Irene de Roma (Roma, s. III - 288 o 304) fou un dama romana, cristiana que ajudà Sant Sebastià de Roma juntament amb Lucina. Les dues són venerades com a santa a tota la cristiandat, tot i que se'n dubta de la seva historicitat.

## Biografia
Era esposa, segons la tradició, de Càstul, funcionari de l'emperador Dioclecià que, cristià, havia estat mort per ordre de l'emperador en no voler abjurar de la seva fe, cap al 286.
Dos anys més tard, Irene, també cristiana, ajudà el jove Sebastià, que havia estat martiritzat. Assagetat, havia estat donat per mort, però Irene i la seva serventa Lucina recolliren el jove moribund i, el van portar a casa seva, on Irene en tingué cura fins que guarí de les ferides. Malgrat que Irene digué a Sebastià que marxés de Roma, el soldat va voler tornar a enfrontar-se a l'emperador, declarant la seva fe, i fou detingut i decapitat.
Segons la tradició, Sebastià s'aparegué en somnis a Lucina i li revelà on era el seu cos, que havia estat llençat a la Cloaca Màxima; Lucina el recuperà i el sebollí, en el lloc on després s'excavaren les Catacumbes de Sant Sebastià.
No se sap res més de la seva vida, i se'n dubta que existís realment, ja que les fonts que en parlen són tardanes i sempre lligades a la llegenda de Sant Sebastià.
Es venerà com a santa des dels primers temps del cristianisme oficial, i es considerà patrona i protectora dels malalts.

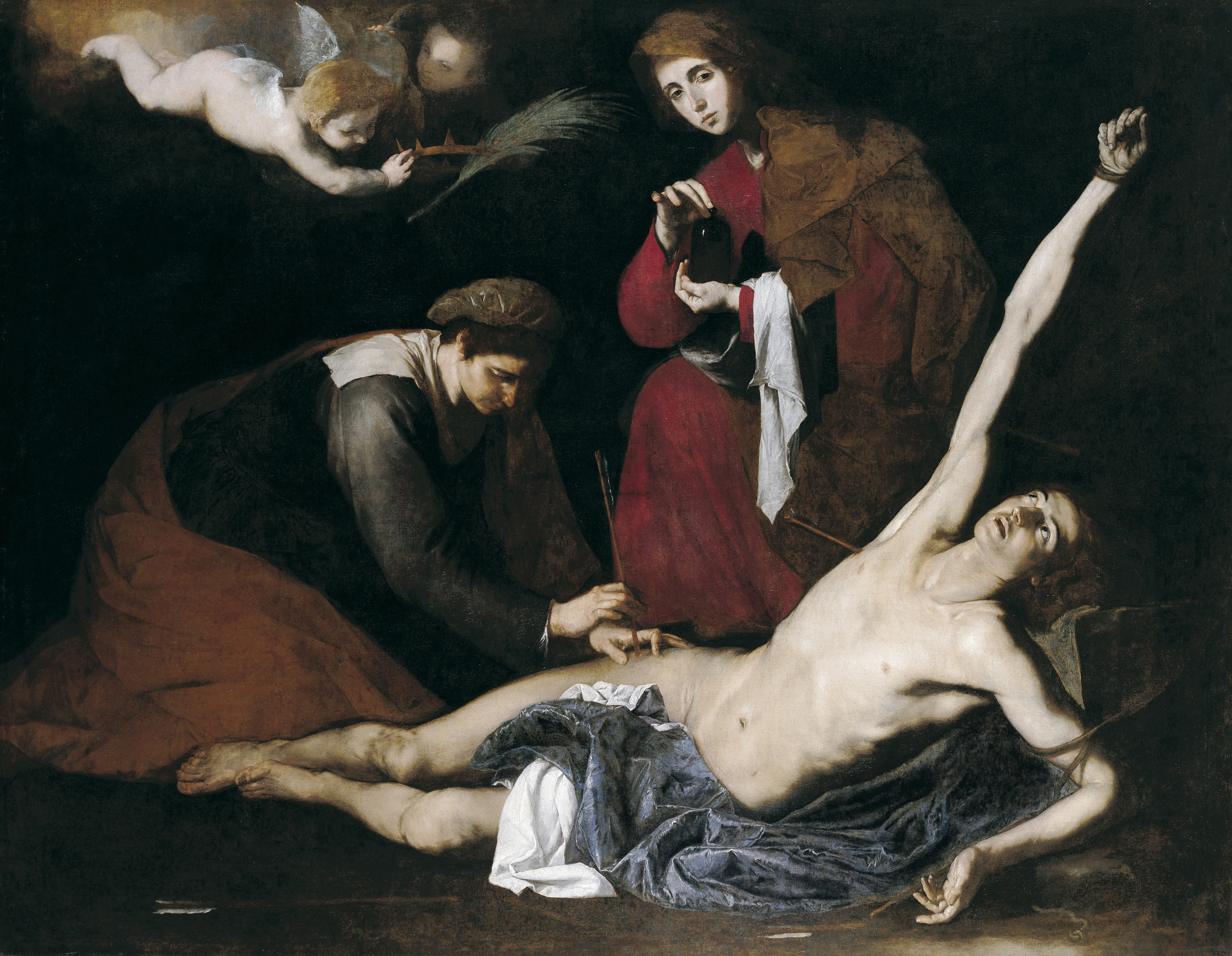
Irene i Lucina amb Sebastià, per Josep de Ribera, s. XVII (Bilbao, Museo de Bellas Artes)
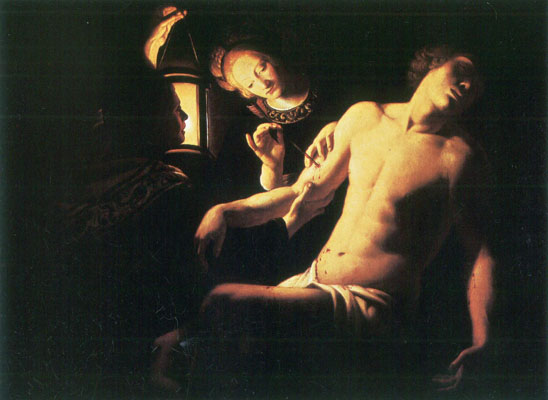
Irene i Lucina guarint les ferides de Sebastià, per Trophime Bigot
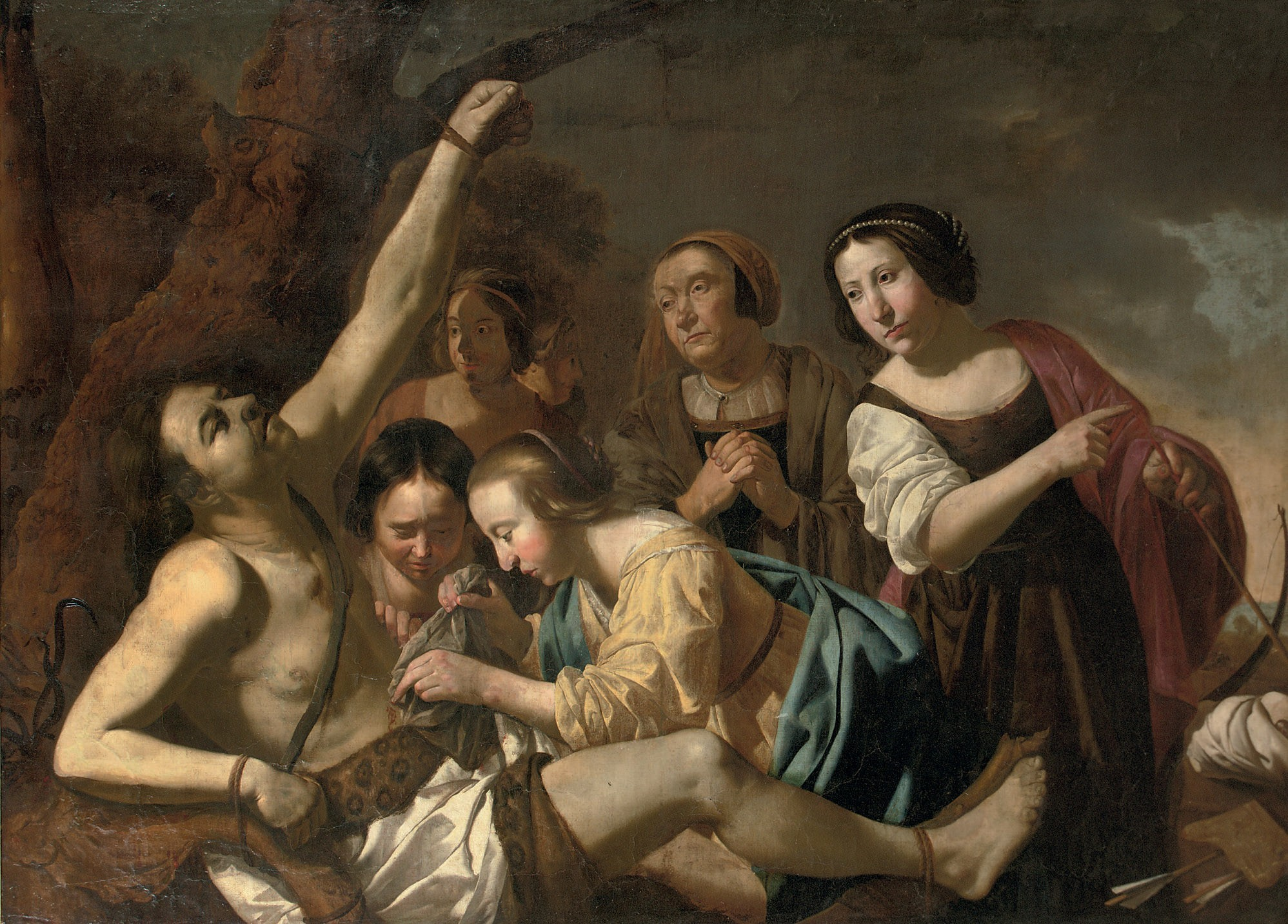
Pintura de Jan van Bijlert, s. XVII
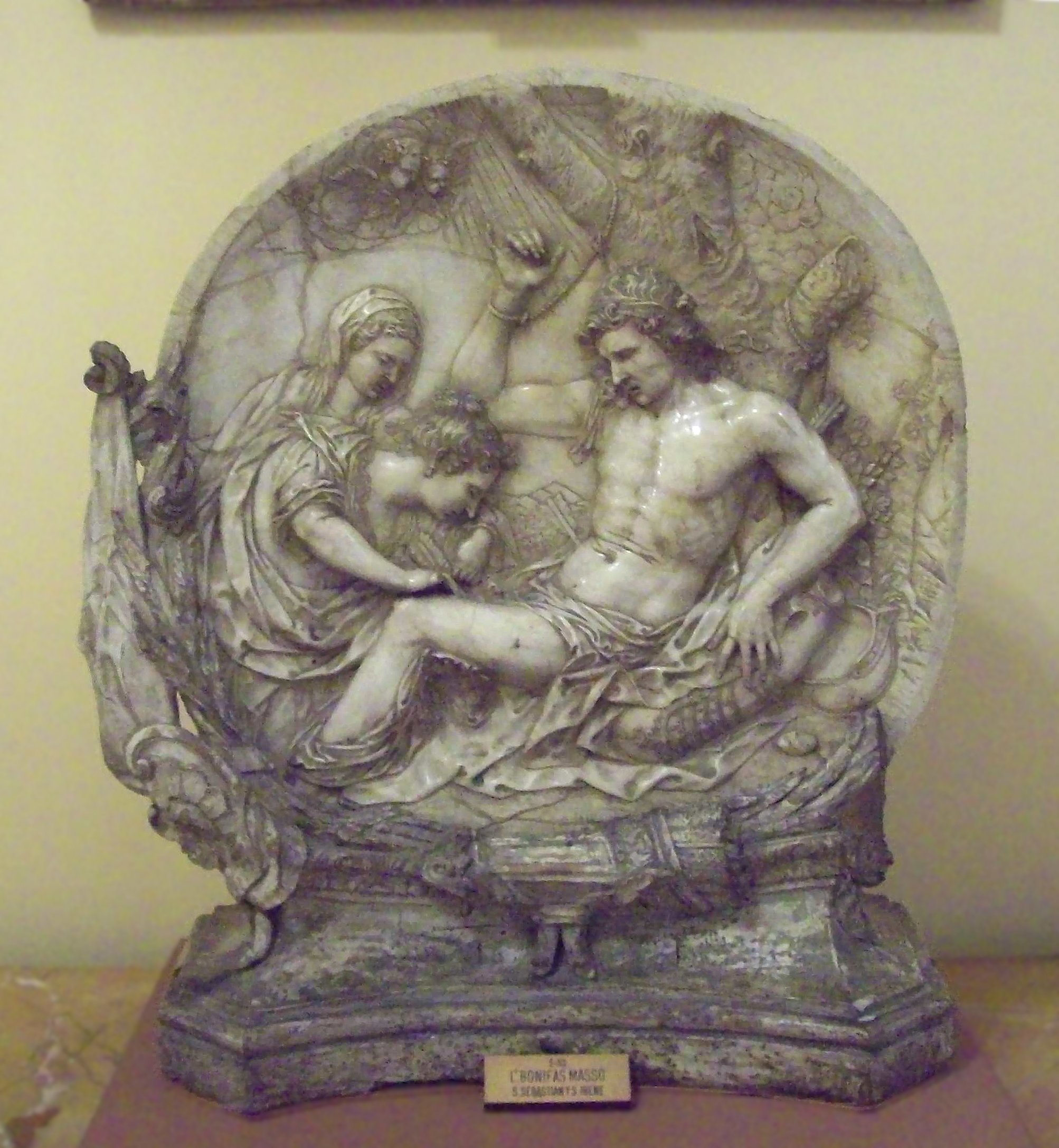
Les dues dones amb Sebastià, per Lluís Bonifaç i Massó, s. XVIII (Madrid, R. Academia de San Fernando)